# アサファ・パウエル
アサファ・パウエル（Asafa Powell, 1982年11月23日 - ）は、ジャマイカの元陸上選手である。種目は主に100m中心。身長190cm、体重88kg。ジャマイカ・セント・キャサリン教区出身。元世界記録保持者。

## 人物
5人の兄すべてが陸上短距離選手。父のウィリアムス・パウエルは100mで10.2秒、母のシスリン・パウエルは11.4秒、5人の兄も全員10.5秒以内の記録を持つというスプリンター一家である。兄のドノバン・パウエルは1999年世界室内選手権・男子60mファイナリスト、2000年シドニーオリンピック男子400mリレージャマイカ代表。また、2007年世界選手権100m銀メダリストデリック・アトキンス（バハマ）の母は彼のいとこにあたる。
瞬発力のある筋肉と骨格に恵まれており、彼のスタートはその爆発的な飛び出しから、「エクスプローシブ・スタート」と呼ばれている。
世界記録保持者だった当時、世界選手権、オリンピックでのタイトルがなかったため、無冠の帝王と呼ばれていた。グランプリでは他を寄せ付けず圧勝することが多いが、大舞台（オリンピック、世界選手権）では硬くなり、いつも自分の実力を発揮できない。それは、9.8秒を切る記録を複数回マークしていたにもかかわらず、2008年までの世界大会の決勝での最高記録が9.94秒に過ぎないことからも明らかである（北京オリンピックでは、100m決勝と同じ日に行われた準決勝で、後半流しても9.91秒で走っていたが、決勝では9.95秒で5位に沈んだ。決勝でも9.91秒で走っていれば3位と同タイムだった）。
それでも2009年の世界選手権では、レース前でもリラックスした姿を見せ、力まずに最後まで走りきった。世界記録を叩き出したウサイン・ボルト、米国記録（世界歴代2位（当時））を出したタイソン・ゲイに敗れ3着ではあったものの、9.84秒と着順別での世界最高記録を出した。
また、2007年世界陸上大阪大会・2008年北京オリンピックと、個人種目で惨敗しても、リレーでは驚異的な走りを見せたため、「ミスター・リレー」というあだ名も付いている。
このように、メンタル面でのことや細かい技術などまだまだ改善すべき点があると言われていた。

## 経歴
2001年まではサッカー選手だった（ポジションはFW）。
2002年、ジャマイカの首都キングストンの大学で陸上競技を本格的に始める。
マンチェスターで行われたコモンウェルスゲームズでマイケル・フレイター、ドワイト・トーマス、クリストファー・ウィリアムズ等と挑んだ400mリレーではアンカーを務め、銀メダルを獲得。
2003年、世界選手権では100m2次予選で不正スタート（フライング）により失格となった。このときジョン・ドラモンド（アメリカ）も失格になっている。
2004年6月12日、100mで初めて10秒の壁を破る9.99秒をマーク。
2004年7月30日、ロンドングランプリ100mで前回オリンピック覇者のモーリス・グリーンに勝ち、金メダル候補になる。
アテネオリンピック100mは金メダル候補だったが、9.94秒（+0.6 m/s）で5位に終わる（2004年、唯一の敗北）。
200mでは、決勝で、不正出発(フライング)により失格となった。
2004年は1シーズンに9度も100mで9秒台をマーク、ベストは9.87秒で同年の世界3位タイであった。
2005年5月8日、ジャマイカ国際招待100mで9.84秒で優勝 （当時世界歴代3位タイ、自己ベスト、シーズン世界最高）。
2005年6月14日、アテネのオリンピックスタジアムで行われた陸上のスーパーグランプリ（GP）第3戦アテネ大会、ゼッケン「100」で男子100m決勝に臨み、リアクションタイム0秒150、追い風1.6m/sの絶好の条件の中、当時の世界記録を100分の1秒更新する9.77秒を樹立した。従来の世界記録は、2002年9月14日にティム・モンゴメリが出した9.78秒（ただしこの記録は後に取り消される）で、約3年ぶりに塗り替えた。
2005年世界陸上選手権では、アテネオリンピック100m覇者のジャスティン・ガトリンとの勝負が期待されたが怪我のため欠場。
2006年6月11日、イギリスのタインアンドウィア州ゲーツヘッドで9.77秒（+1.5 m/s）（世界記録タイ、自己ベストタイ）を再びマーク。
2006年6月25日、200mの自己ベストを19.90秒（+1.3 m/s）に更新。
2006年8月18日、スイスのチューリッヒでまたも9.77秒（+1.0 m/s）を記録。
2006年のIAAFゴールデンリーグ6戦全勝，100万ドルのジャックポット獲得。アスリートオブ・ザ・イヤーに輝いた。
2007年8月26日、世界選手権100m決勝では好スタートで飛び出すが、後半タイソン・ゲイが追い上げ、ゲイに並ばれると力んで失速し、バハマのデリック・アトキンスにも抜かれ、結局9.96秒（-0.5 m/s）で3位だった。
2007年9月1日、世界選手権400mリレー決勝でアンカーを務め、バトンをもらった時は5位付近だった順位を、前のチームを何人も抜き去って2位まで押し上げ、37.89秒のジャマイカ記録(当時)での銀メダル獲得に大きく貢献。このときのラップタイムは8.84秒であり、アンカーとしては当時史上最も速い記録であった。
2007年9月9日、イタリアで開催されたリエティ・グランプリにて男子100m予選で追い風1.7m/sの好条件下、9.74秒の世界新記録（当時）を樹立。予選のために最後は流していたため、決勝ではさらなる記録の更新が期待されたが、決勝は無風であったため9.78秒に留まった。世界記録更新の功績でこの年のパフォーマンス・オブ・ザ・イヤーに輝いた。
2008年7月22日、ストックホルムスーパーGPの100mで、肌寒い条件下、好スタートから9.88秒（+0.4 m/s）をマークし、世界記録保持者のボルトに0.01秒差で競り勝つ。
2008年8月17日、北京オリンピック男子100m決勝では、今回も金メダル候補の一人だったが、力みが出て本来の走りができず、9.95秒（+0.0 m/s）で5位に終わった。
2008年8月22日、北京オリンピック陸上男子400mリレー決勝ではアンカーを務め、37.10秒の世界新記録で優勝。このときのラップタイムは8.73秒であり、アンカーとしては史上最も速い記録である。ところが、このレースで同じジャマイカチームのネスタ・カーターがドーピングの検体の再検査で禁止薬物の陽性反応を示したため、2017年に金メダルを剥奪されている。
2008年9月2日、スイスで開催されたローザンヌ国際100mで、追い風0.2m/sとほぼ無風の中、自己ベストを0.02秒更新し、ウサイン・ボルトの当時の世界記録に0.03秒と迫る9.72秒を記録。
2009年2月28日、オーストラリアのシドニーで400mの自己ベストを45秒94に更新。
2009年8月16日、世界選手権の100m決勝では、リラックスする為か、これまでとは違うおどけた様な態度を見せた。結果は、あまり力まずに走り切り9.84秒（+0.9 m/s）で銅メダルを獲得。このタイムは、前大会で優勝したタイソン・ゲイの決勝のタイム(9.85秒)を上回るものであった。またこのレースでは、1位(ウサイン・ボルト9.58秒)，2位(タイソン・ゲイ9.71秒)，3位(アサファ・パウエル9.84秒)，5位(リチャード・トンプソン9.93秒)，7位(マルク・バーンズ10.00秒)が着順別の歴代世界最高タイムをマークした。
2009年8月23日、世界選手権の男子400mリレー決勝ではアンカーを務め、37.31秒の大会新記録(当時) で優勝した。
2009年9月12日、テッサロニキで行われたIAAFワールドアスレチックファイナルの100ｍに出場し、好スタートを切ったものの向かい風0.2ｍの中、タイソン・ゲイに0.02秒差で後半せり負け、9.90秒で2位に終わった。
2013年7月14日、6月のジャマイカ選手権の際に行われた検査で、禁止薬物に陽性反応を示したことが判明。本人は故意の摂取を否認していた。その後、2014年4月10日にジャマイカ反ドーピング機関から18カ月の資格停止処分が科された。これに対し、パウエルは異議申し立てを行う意志を示した。7月14日にスポーツ仲裁裁判所は、パウエルの主張を一部認め、出場停止期間を6カ月に短縮した。処分は2013年6月21日からであり、この決定により直ちに競技へ復帰できることになった。
2022年11月26日、現役引退を表明した。
2023年12月31日に放送されたrun for money 逃走中 ～お台場リベンジャーズ～（フジテレビ）にオリンピックハンターとして出演。

## 主な成績
| 年   | 大会                           | 場所                       | 種目    | 結果    | 記録     | 風速 | 備考                             |
| ---- | ------------------------------ | -------------------------- | ------- | ------- | -------- | ---- | -------------------------------- |
| 2002 | コモンウェルスゲームズ         | マンチェスター(イギリス)   | 100m    | 4位(sf) | 10秒26   | +0.8 |                                  |
| 2002 | コモンウェルスゲームズ         | マンチェスター(イギリス)   | 4x100mR | 2位     | 38秒62   | -    |                                  |
| 2003 | 世界選手権                     | パリ(フランス)             | 100m    | DSQ     | 記録なし | +0.7 | 2次予選でフライングにより失格    |
| 2003 | 世界選手権                     | パリ(フランス)             | 4x100mR | DNF     | 記録なし | -    |                                  |
| 2003 | ワールドアスレチックファイナル | モンテカルロ(モナコ)       | 100m    | 7位     | 10秒23   | +1.9 |                                  |
| 2004 | オリンピック                   | アテネ(ギリシャ)           | 100m    | 5位     | 9秒94    | +0.6 | 着順別最高記録(当時)             |
| 2004 | オリンピック                   | アテネ(ギリシャ)           | 200m    | DSQ     | 記録なし | +1.2 | 決勝でフライングにより失格       |
| 2004 | ワールドアスレチックファイナル | モンテカルロ(モナコ)       | 100m    | 1位     | 9秒98    | -1.6 | 大会新記録                       |
| 2004 | ワールドアスレチックファイナル | モンテカルロ(モナコ)       | 200m    | 1位     | 20秒06   | +0.7 |                                  |
| 2006 | コモンウェルスゲームズ         | メルボルン(オーストラリア) | 100m    | 1位     | 10秒03   | +0.9 |                                  |
| 2006 | コモンウェルスゲームズ         | メルボルン(オーストラリア) | 4x100mR | 1位     | 38秒36   | -    |                                  |
| 2006 | ワールドアスレチックファイナル | シュトゥットガルト(ドイツ) | 100m    | 1位     | 9秒89    | +0.9 | 大会新記録                       |
| 2007 | 世界選手権                     | 大阪(日本)                 | 100m    | 3位     | 9秒96    | -0.5 |                                  |
| 2007 | 世界選手権                     | 大阪(日本)                 | 4x100mR | 2位     | 37秒89   | -    | ジャマイカ新記録（当時）         |
| 2007 | ワールドアスレチックファイナル | シュトゥットガルト(ドイツ) | 100m    | 1位     | 9秒83    | -0.3 | 大会新記録                       |
| 2008 | オリンピック                   | 北京(中国)                 | 100m    | 5位     | 9秒95    | ±0.0 |                                  |
| 2008 | オリンピック                   | 北京(中国)                 | 4x100mR | DSQ     | 記録なし | -    | メンバーの薬物陽性反応により失格 |
| 2008 | ワールドアスレチックファイナル | シュトゥットガルト(ドイツ) | 100m    | 1位     | 9秒87    | +0.4 |                                  |
| 2009 | 世界選手権                     | ベルリン(ドイツ)           | 100m    | 3位     | 9秒84    | +0.9 | 着順別最高記録                   |
| 2009 | 世界選手権                     | ベルリン(ドイツ)           | 4x100mR | 1位     | 37秒31   | -    | 世界新記録、大会新記録           |
| 2009 | ワールドアスレチックファイナル | テッサロニキ(ギリシャ)     | 100m    | 2位     | 9秒90    | -0.2 |                                  |
| 2012 | オリンピック                   | ロンドン(イギリス)         | 100m    | 8位     | 11秒99   | +1.5 |                                  |
| 2015 | 世界選手権                     | 北京(中国)                 | 100m    | 7位     | 10秒00   | -0.5 |                                  |
| 2015 | 世界選手権                     | 北京(中国)                 | 4x100mR | 1位     | 37秒36   | -    |                                  |
| 2016 | 世界室内選手権                 | ポートランド(アメリカ)     | 60m     | 2位     | 6秒50    | -    |                                  |
| 2016 | オリンピック                   | リオデジャネイロ(ブラジル) | 4x100mR | 1位     | 37秒27   | -    |                                  |

## 自己記録
- 50m：5秒64（2012年1月28日）
- 60m：6秒44（2016年3月18日、世界歴代9位）
- 100m：9秒72（+0.2 m/s）（2008年9月2日、世界歴代4位）
- 200m：19秒90（+1.3 m/s）（2006年6月25日）
- 400m：45秒94（2009年2月28日）
- 400mリレー：37秒27（第1走者）（2016年8月19日）

2020年3月15日現在、100mでは9秒台を97回、9.90秒未満は43回記録し、いずれも歴代1位。9.80秒未満は8回記録しており、歴代2位の記録（1位はウサイン・ボルトの12回）である。
また、2008年には9秒台を15回記録しており、自身が持っていた1シーズン9秒台最多記録（12回、2006年）を大幅に塗り替えた。